# Bataille de Yanshi
Transition des Sui aux Tang
Batailles
Bataille de Huoyi - Bataille de Yanshi - Bataille de Qianshuiyuan - Bataille de Hulao
La bataille de Yanshi (偃師之戰) a lieu les 5–6 octobre 618 et oppose les seigneurs de guerre Wang Shichong et Li Mi, qui cherchent tous deux à renverser la dynastie Sui pour s'emparer du pouvoir.
Shichong, qui proclame être loyal envers les Sui, est assiégé dans Luoyang depuis des mois par Mi. Pour débloquer la situation, il mise tout sur une bataille décisive et sort de la ville à la tête de ses troupes pour attaquer les assiégeants. Li Mi rassemble ses troupes au nord de la ville de Yanshi, dans un endroit facile à défendre, mais Wang Shichong réussit à surprendre son adversaire et atteindre le camp de Mi avant qu'il ne puisse réagir. Appuyé par une troupe de cavaliers qui attaque Li Mi sur ses arrières, Shichong remporte une victoire décisive. Même si Li Mi réussit à s'échapper, il perd toute autorité sur ses troupes, au point que ses alliés, conseillers et généraux préfèrent rejoindre Wang Shichong. Pendant que Li Mi va se réfugier auprès des Tang, les plus importants rivaux de Shichong dans la course au trône, ce dernier consolide son emprise sur le Henan et finit par déposer Yang Tong, le dernier empereur Sui, le 23 mai 619 et se proclamer empereur de la nouvelle dynastie Zheng. Wang règne sur Luoyang et le Henan jusqu'en 621, date à laquelle il se rend à Li Shimin, un des princes Tang.

## Situation avant la bataille
Vers la fin du règne de Sui Yangdi (r 604–618), le second empereur de la Dynastie Sui, l'autorité impériale commence à s'effondrer. La principale raison en est l'immense gâchis humain et matériel que représentent les guerres contre le royaume coréen de Koguryo. Les multiples échecs militaires que représentent ces conflits, couplés à une série de catastrophes naturelles, à la conscription de plus en plus d'hommes pour la guerre et à la réquisition des rares réserves de céréales disponibles pour les besoins de l'armée, provoquent un mécontentement croissant dans tout le pays. Le résultat direct de tout ceci est la multiplication des révoltes rurales dans tout l'Empire à partir de 611. Le prestige et la légitimité de l'empereur étant fortement diminués par ses échecs militaires, des magnats provinciaux ambitieux commencent à contester son pouvoir. Malgré tout cela, Yangdi reste obnubilé par ses campagnes militaires en Corée, et c'est seulement quand les troubles se répandent dans l'Empire et que les puissants Turcs orientaux deviennent hostiles qu'il réalise la gravité de la situation: en 616, il abandonne le Nord et se retire à Jiangdu, où il reste jusqu'à son assassinat en 618 .
Avec le retrait de l'empereur de la scène politique, les gouverneurs locaux et les magnats cités plus haut se soulèvent et revendiquent le pouvoir. Parmi eux, on trouve un groupe de neuf seigneurs assez puissants pour viser le trône impérial, les autres se contentant de se parer de titres plus modestes. Au sein de ce groupe de neuf, les trois plus puissants sont:
- Li Yuan, qui s'est emparé de Daxingcheng (Chang'an), une des capitales des Sui, puis s'est proclamé empereur le 16 juin 618 en fondant la Dynastie Tang[8].
- Dou Jiande, le chef d'un groupe de bandits, qui se révolte contre les Sui dès l'an 611. Il profite de la situation pour prendre le contrôle de la plus grande partie du Hebei, puis s'autoproclame "Roi de Changle", avant de changer son titre en "Roi de Xia"[9][10].
- Li Mi, un seigneur de guerre du Henan, qui dirige une troupe composée d'un mélange de paysans révoltés et d'anciens soldats des Sui[11].

Le principal adversaire de Li Mi est Wang Shichong, un général des Sui qui a pris le contrôle de Luoyang, la capitale de l'Est, et de ce qu'il reste de l'administration Sui dans la région. Shichong se trouve dans la région, car l'empereur Sui Yangdi l'a envoyé protéger cette ville à la mi-617. En mai 618, à la suite du meurtre de Yangdi par le général Yuwen Huaji, les responsables Sui de Luoyang élèvent Yang Tong, le petit-fils du défunt, à la dignité d'empereur. Entre-temps, Li Mi a réussi à prendre le contrôle de la plupart des territoires entourant la capitale. Quand Yuwen Huaji se met en marche vers le Nord pour attaquer Mi, Wang saisit l'occasion de jouer les deux rebelles l'un contre l'autre, en offrant à Li Mi une amnistie et une importante position à la Cour s'il attaque l'assassin de l'empereur Yangdi. Li Mi accepte car non seulement il espère que cette légitimation va l'aider à prendre le contrôle de Luoyang, mais en plus Huaiji menace directement Liyang, où sont stockées toutes ses provisions. Rapidement, Mi inflige une série de défaites à Yuwen Uaji, qui n'a pas d'autre choix que de se replier dans le nord du Hubei. Se sentant menacé par le pouvoir grandissant de Li Mi et la multiplication des complots le visant à Luoyang, Wang Shichong déclenche un coup d'État le 11 août 618 et prend personnellement le pouvoir en supprimant ses adversaires. Une fois au pouvoir, son premier acte est de tout mettre en place pour empêcher Li Mi d'entrer dans la capitale. Les deux hommes se retrouvent maintenant face à face, pour une confrontation qui, comme l'a souligné l'historien David Graff, pouvait se révéler décisive pour le résultat de la guerre civile. Wang "luttait pour sa survie ", tandis que Li doit capturer Luoyang pour "renforcer son emprise sur le Henan ". Mais plus important encore, "le vainqueur aura en sa possession la région la plus peuplée de l'Empire Sui et pourra s'attendre à recevoir l'allégeance de nombreuses factions armées plus petites ".

## Bataille de Yanshi
Assiégé dans la capitale, risquant de manquer de vivres et d'être contraint à la reddition, Wang Shichong décide de risquer une confrontation directe avec Li Mi, pour essayer de le repousser et rompre le siège. Wang sélectionne 20 000 soldats "d'élite", dont seulement 1 000 cavaliers, au sein de la garnison de Luoyang. Apparemment, ces hommes avaient déjà participé à plusieurs expéditions contre des rebelles et des bandits sous son commandement et ils sont jugés particulièrement dignes de confiance par Shichong. Selon David Graff, Wang Shichong "avait un vif intérêt pour la divination et aimait à invoquer des puissances invisibles ". C'est peut-être cet intérêt qui le pousse à invoquer la figure semi mythique du fondateur de Luoyang, le duc de Zhou, afin d'enhardir ses hommes. Il y a dans la capitale un sanctuaire érigé en l'honneur du Duc, où Shichong se rend avec ses hommes pour interroger les prêtres. Ces derniers déclarent que le Duc a promis que s'ils marchent pour confronter Li Mi, ils gagneront, alors que s'ils restent à Luoyang, ils seront condamnés à mourir d'une épidémie. Apparemment, cette séance divinatoire a l'effet désiré, car le 4 octobre 618 Shichong mène son armée hors de Luoyang et, suivant le cours de la rivière Luo, marche vers l'est en contournant les positions avancées de Li Mi. L'après-midi du 5 octobre, l'armée de Wang Shichong a atteint la ville fortifiée de Yanshi, qui est située un peu plus de 20 km de Luoyang, entre la rivière Luo au sud et un canal d'irrigation au nord. Là, à l'intérieur du territoire ennemi, Shichong établit son camp. Li Mi est à la forteresse de Jinyong , qui se trouve à environ 6 km à l'est de Luoyang, quand il est informé de la sortie de Wang Shichong. Tout comme son adversaire avant lui, il choisit les meilleurs hommes parmi ses propres troupes, réunissant ainsi une troupe d'environ 40 000 soldats. Puis, il laisse un de ses généraux responsable de Jinyong et part vers l'est, en direction de Yanshi et, une fois arrivé sur place, installe son campement dans les collines de Mang, au nord de la ville fortifiée.
La première chose que fait Li Mi est de convoquer un Conseil de guerre pour déterminer le plan d'action de son armée. Li Mi préconise une approche passive et prudente, arguant que les troupes de Shichong sont non seulement des vétérans expérimentés, mais qu'en plus, comme ils sont pratiquement coupés de toute possibilité de retraite à cause de la rivière Luo, des canaux et la présence de sa propre armée, ils se battront avec le courage du désespoir. La situation dans laquelle se trouvent les troupes de Shichong correspond d'ailleurs à une stratégie décrite dans l'art de la guerre de Sun Tzu et est recommandée pour galvaniser ses troupes, en les plaçant dans une situation où elles ne peuvent pas battre en retraite et n'ont d'autre choix que vaincre ou périr. Cette stratégie est tellement connue qu'elle a donné naissance à l'expression chinoise " Se battre sur les bords de la rivière". Les deux commandants adverses ne peuvent donc pas ignorer l'existence de ce stratagème, ni ce que cela implique comme dangers pour l'attaquant. En outre, si le manque de provisions contraint Wang Shichong à chercher un engagement rapide et décisif, le temps joue en faveur de Li Mi, qui a assez de réserves pour se permettre d'attendre jusqu'à ce que celles de son adversaire soient complètement épuisées. Cependant, la plupart des généraux de Mi sont totalement en désaccord avec leur chef. Pour eux, l'armée de Chichong est une force épuisée et démoralisée, alors qu'eux-mêmes bénéficient d'une supériorité numérique considérable. À ce stade, la nature hétérogène de l'armée de Li Mi, conglomérat de chefs de groupes de bandits et de déserteurs Sui, pèse dans la balance. Li Mi est bien conscient que ses commandants sont des "Seigneurs de guerre potentiellement autonomes, qui commandent [leurs armées] grâce à la loyauté personnelle de leurs propres subordonnés", et qu'il ne peut pas se permettre de les contrarier. Par conséquent, il est contraint d'accepter une confrontation immédiate, alors-même qu'il sait que son plan est bien meilleur. Néanmoins, Li Mi décide d'attendre l'attaque de Wang Chichong au lieu de lancer l'attaque lui-même. Le gros des troupes, commandé personnellement par Li Mi, est resté dans les collines de Mang, tandis qu'un détachement commandé par Shan Xiongxin descend dans la plaine, juste au nord de Yanshi et s'y établit. D'après la description de David Graff, ces deux camps forment "une lettre L inversée, qui part vers l'est le long de la montagne, puis tourne brusquement vers le sud à travers la plaine de Yanshi". Li Mi se sent confiant, grâce à sa position surélevée qui lui donne suffisamment de temps pour descendre les collines et attaquer Chichong s'il essaie de traverser le canal pour lancer une attaque. Et si Wang Chichong attaque l'un de ses camps, les troupes de l'autre viendront l'aider en attaquant les forces ennemies sur leur flanc. Cependant, Mi fait tellement confiance aux défenses naturelles de son camp sur la colline, qu'il néglige de le fortifier.
Le premier affrontement entre les deux armées se produit le soir même du 5 octobre, lorsque Chichong envoie plusieurs centaines de ses cavaliers attaquer le camp de Shan Xionxin dans la plaine. Li Mi envoie des troupes du camp des collines pour aider son général, mais la bataille prend fin rapidement avec l'arrivée de la nuit. Cette attaque n'était cependant qu'une diversion, attirant l'attention de Li à l'est tandis que, profitant de la nuit, Wang envoyait 200 autres cavaliers autour et derrière les forces de Li Mi. Une fois dissimulés dans un ravin situé derrière le camp de Mi, ces soldats attendent le signal de leur chef. Pendant la nuit, Wang Chichong fait poser des ponts à travers le canal, et avant l'aube, son armée traverse le cours d'eau pour se déployer en formation de combat près des camps de Li Mi. Au lever du jour, les soldats de ce dernier sont pris totalement au dépourvu par un ennemi prêt au combat et avançant sur eux. Les camps n'étant pas fortifiés, les troupes de Mi tentent de former une ligne de bataille à la hâte, mais elles n'arrivent pas à empêcher les forces de Chichong d'entrer dans leurs campements. Dans le même temps, Wang Chichong envoie le signal de l'attaque à ses cavaliers en embuscade dans le ravin. Chargeant depuis le nord au camp de Li Mi, les 200 cavaliers commencent à tout incendier. Le spectacle de ce camp en flamme sur leurs arrières achève de briser le moral et la cohésion de l'armée de Li Mi, qui se débande. Alors que Mi réussit à s'échapper avec à peu près 10 000 hommes à ses côtés, beaucoup d'autres se rendent à Chichong.
Il faut noter que, selon un récit de la bataille rédigé à l'époque, la victoire finale de Wang Chchiong serait aussi due à un stratagème : il aurait fait attacher un de ses soldats qui ressemblait beaucoup à Li Mi, avant d'exhiber son pseudo-prisonnier devant ses ennemis au plus fort de la bataille. C'est après cela que l'armée de Li Mi se serait disloquée.

## Conséquences
Même si Li Mi a survécu, son autorité a subi un coup dévastateur et impossible à récupérer. Ses hommes désertent les uns après les autres au profit de Wang Shichong, qui devient rapidement le maître de tous les territoires situé "à l'est à la mer et au sud jusqu’au fleuve Yangzi ". Avec ce qu'il reste de son armée, Li Mi n'a pas d'autre choix que d'aller se réfugier à la Cour des Tang, à Chang'an,. Wang Shichong est alors à l'apogée de son pouvoir : il nomme de nouveaux hauts fonctionnaires et en mai 619, il finit par déposer l'empereur fantoche Yang Tong et se proclame premier empereur de la dynastie Zheng.
Mais très vite, Chichong se révèle être une souverain cruel et répressif, ce qui lui coûte le soutien de la population. Il est également incapable de faire face efficacement à l'avancée des armées Tang commandées par Li Shimin, qui, au début de 621, assiègent Luoyang. Wang Chichong s'allie avec Dou Jiande, un autre seigneur de guerre, qui vient à son secours. Mais Li Shimin élimine cette armée de secours lors de la bataille de Hulao, le 28 mai 621. Dou Jiande capturé, Chichong n'a plus aucun espoir se voir arriver des secours et se rend finalement aux Tang quatre jours après la bataille, avant d'être tué sur le chemin de l'exil.